# Покрајински избори у Војводини 2016.
Избори за посланике у Скупштину Аутономне Покрајине Војводине 2016. су одржани 24. априла заједно са републичким и локалним изборима.
За изборе у Војводини је одређено 1.785 бирачких места. Укупан број бирача у Војводини који су имали право да гласају на изборима је 1.729.201, што је за 6.415 бирача мање него 2012. године.

## Проглашене листе
1. Српска напредна странка, Социјалдемократска партија Србије, Партија уједињених пензионера Србије, Покрет социјалиста, Српски покрет обнове, Нова Србија, Словаци напред
2. Демократска странка, Демократски савез Хрвата у Војводини,Нова странка, Уједињени Региони Србије
3. Социјалистичка партија Србије, Јединствена Србија, Патриотски покрет Србије
4. Лига социјалдемократа Војводине
5. Савез војвођанских Мађара
6. Српска радикална странка
7. Двери, Демократска странка Србије
8. Либерално-демократска партија, Социјалдемократска странка
9. Народни покрет Динара—Дрина—Дунав – Томислав Бокан
10. Мађарски покрет за аутономију - Др Тамаш Корхец - ДЗВМ - Арон Чонка
11. Зелена Странка
12. Српско руски покрет – Александар Ђурђев
13. За слободну Србију – Заветници – Милица Ђурђевић
14. „Војвођанска толеранција" (Војвођанска партија, Црногорска партија, Санџачко Рашка Партија[2])
15. Доста је било – Саша Радуловић

## Резултати[3]
| Листе | Бр. гласова | %      | Мандати |
| --- | ----------- | ------ | ------- |
| Александар Вучић — Србија побеђује                                                                                | 428.452     | 44,48  | 63      |
| Ивица Дачић — Социјалистичка партија Србије, Јединствена Србија — Драган Марковић Палма, Патриотски покрет Србије | 85.311      | 8,86   | 12      |
| др Војислав Шешељ — Српска радикална странка                                                                      | 73.742      | 7,66   | 10      |
| За Војводину рада и знања — Демократска странка, ДСХВ, НОВА, ЗЕП-Зелени — др Бојан Пајтић                         | 69.740      | 7,24   | 10      |
| Ненад Чанак — Лига социјалдемократа Војводине — Дигни главу!                                                      | 61.979      | 6,43   | 9       |
| Доста је било — Саша Радуловић                                                                                    | 53.317      | 5,54   | 7       |
| Савез војвођанских Мађара — Иштван Пастор                                                                         | 47.034      | 4,88   | 6       |
| Мађарски покрет за аутономију — др Тамаш Корхец — ДЗВМ — Арон Чонка                                               | 16.452      | 1,71   | 2       |
| Зелена Странка | 10.970      | 1,14   | 1       |
| Остали | 88.820      | 9,22   | 0       |
| Укупно | 935.817     | 100,00 | 120     |